# Mausoleo de Pahlavon Mahmud
El Mausoleo Pahlawan Mahmud es un memorial en Uzbekistán construido alrededor de la tumba de Pahlawan Mahmud, venerado como un santo. Alrededor de él se encuentra la necrópolis de los Khans de Jiva. El monumento es el centro cultural del casco histórico de Jiva Itchan Kala y una parte destacada del lugar del Patrimonio de la Humanidad de la UNESCO.

## Historia
El monumento fue construido en la tumba de Pahlawan Mahmud, que vivió en el período mongol de 1247 a 1326 . Fue conocido como luchador, poeta-filósofo y profesor de sufismo. Alrededor de la tumba del santo se construyó un cementerio entre los siglos XIV-XVII. A principios del siglo XVIII, Khan Shirgazi instaló su madraza en la necrópolis.
En 1810, el Khan Muhammad Rahim I (reinado de 1806 a 1825) hizo remodelar la tumba y construir el mausoleo central. El nuevo edificio incluía la antigua tumba y un khanqah con una cúpula alta, cuya llamativa forma es uno de los símbolos de Jiva. El constructor fue Adin Murad, quien, al igual que los nombres de los ceramistas Nur Muhammad y Muhammad Fano, quedó inmortalizado en una inscripción. Frente a la entrada del mausoleo se instaló un cementerio. Las puertas del antiguo cementerio se convirtieron en el portal de entrada.
Bajo el Khan Esfendijar (reinado de 1910 a 1920), se construyó la mezquita de Qarikhan de dos pisos en el muro occidental del patio y una mezquita de verano en el muro oriental.

## Necrópolis de los Khans de Jiva
Después de que el mausoleo fue reconstruido, se convirtió en la estructura central de la necrópolis de los gobernantes del Kanato de Jiva. Muhammad Rahim I fue enterrado en el Khanqah, el edificio central con cúpula. Su sarcófago se encuentra en un nicho en la pared opuesta a la entrada. Otros sarcófagos se encuentran en el Khanqah. En el portal se incorporó una placa con la inscripción de la tumba del dignatario Khan Ilbar II.
Posteriormente se añadió un ala este al mausoleo central , donde se encuentra enterrado del Khan Alla Kuli (reinado de 1825 a 1842). El penúltimo khan de Jiva, el Khan Esfendijar, había preparado su tumba en la mezquita QariKhan durante su vida, pero fue enterrado fuera de la ciudad ya que murió ejecutado en el palacio de Nurullaboy fuera de la ciudad, y, siguiendo una tradición, estaba prohibido transportar a los muertos a través de las puertas de la ciudad. En la mezquita QariKhan sí que está la madre de Esfendijary otros dos miembros de su familia. Las otras habitaciones eran viviendas para los lectores del Corán .
Las estancias interiores y los sarcófagos se caracterizan por la belleza de su decoración en mayólica. Se consideran obras maestras del arte decorativo de Jiva. Los azulejos cerámicos azules crean motivos vegetales y geométricos de cestería. Hay azulejos con poemas en el khanqah y en la mezquita conmemorativa. Un ejemplo es: “Los colores de este cuadro sirven como patrón para la primavera. Son un recordatorio del arte de Abdullah”.

## Galeria

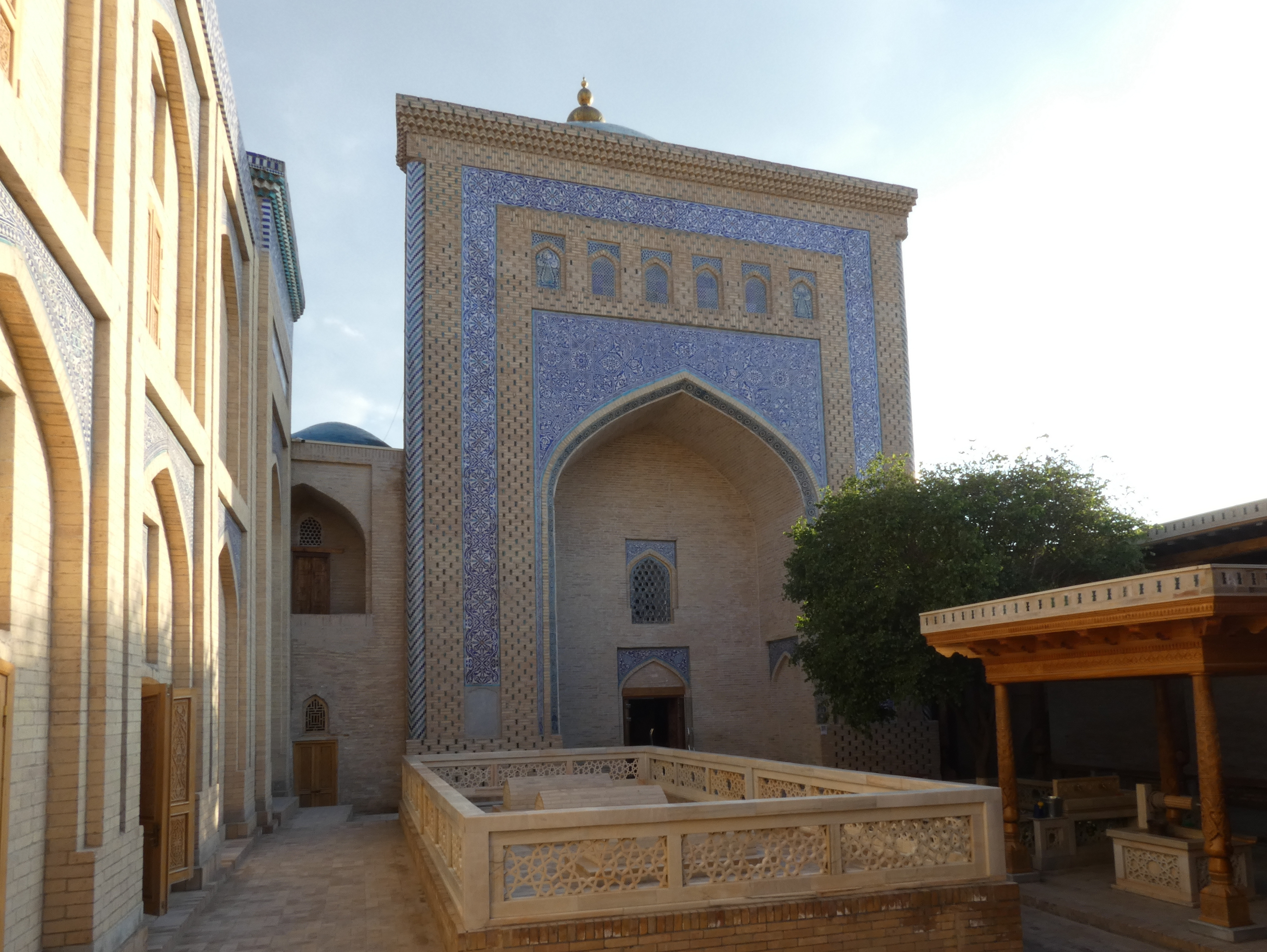
Portal del Khanqah
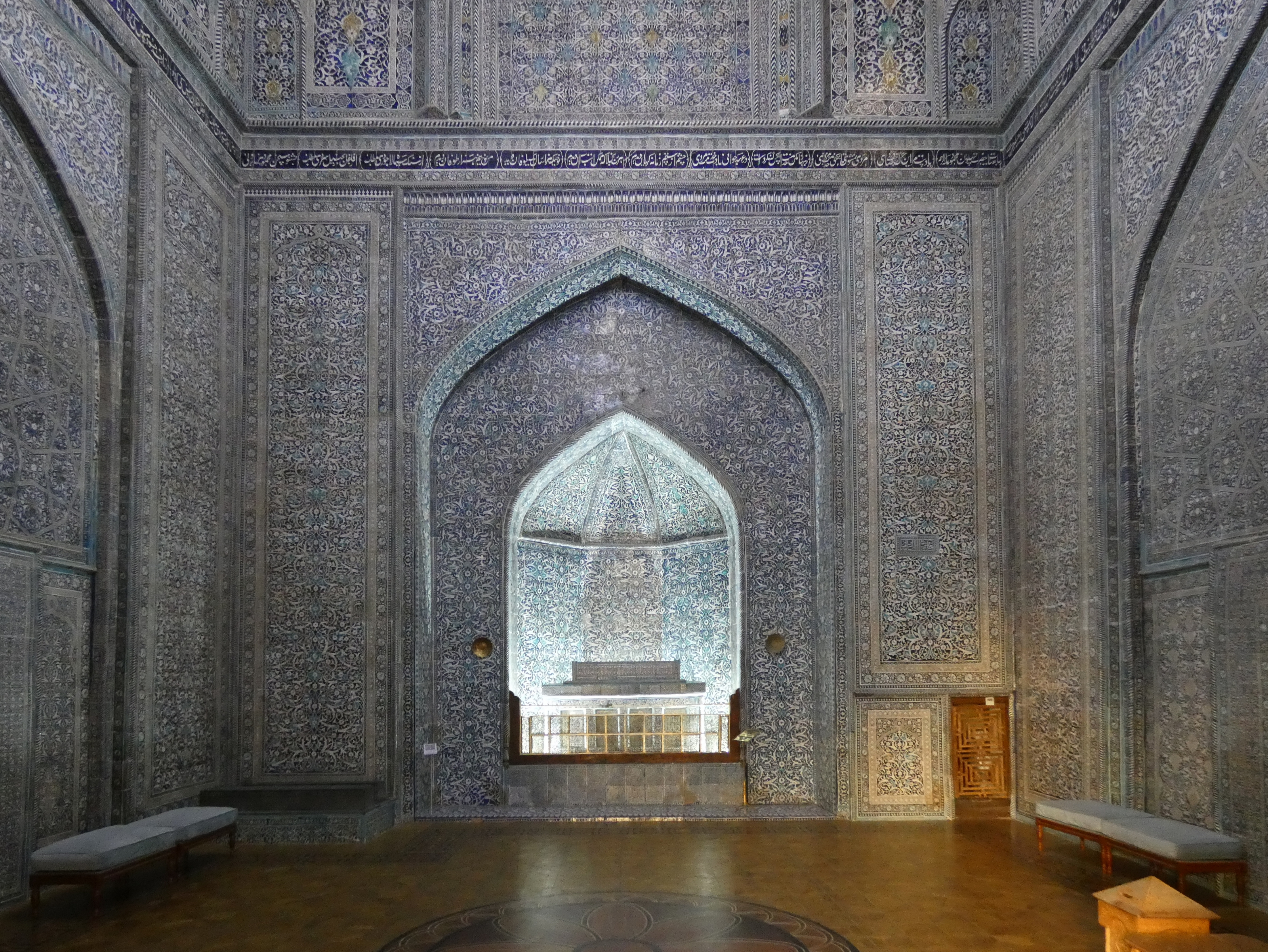
El khanqah decorado con el sarcófago de Muhammad Rahim I en el nicho central, dos sarcófagos más en la esquina trasera izquierda
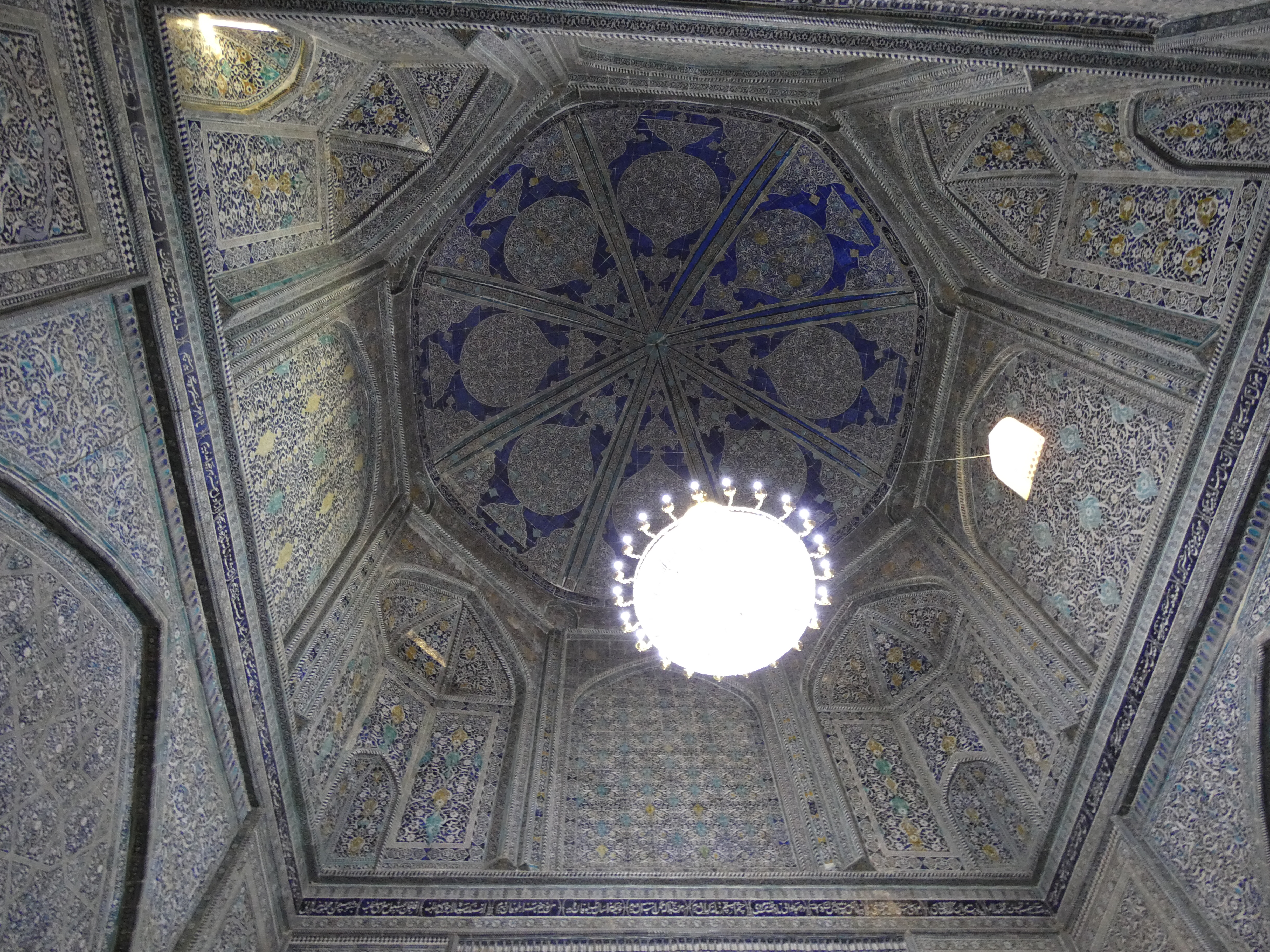
El interior decorado de la cúpula del Khanqah.
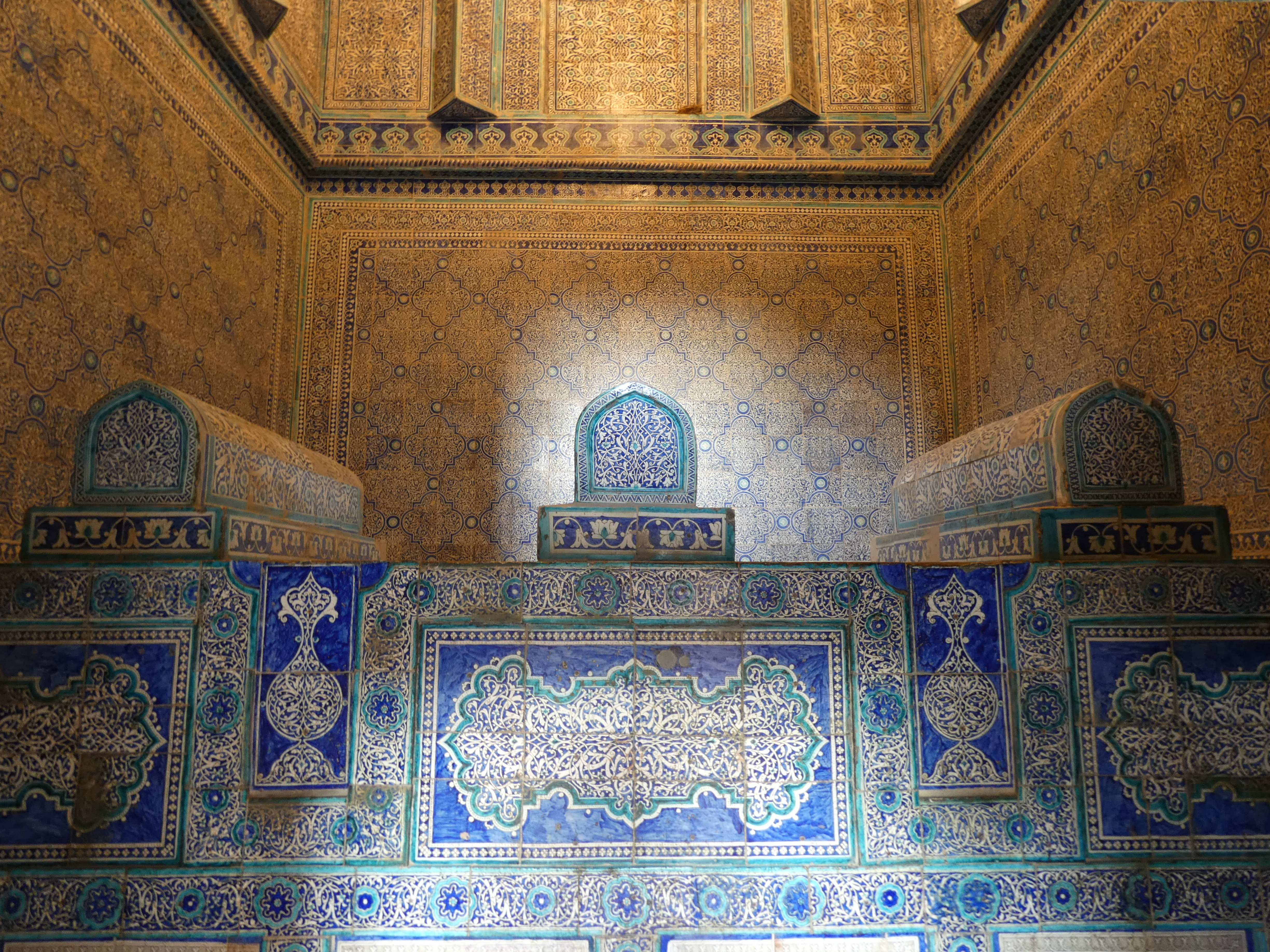
Sarcófagos en el mausoleo al oeste de Khanqah
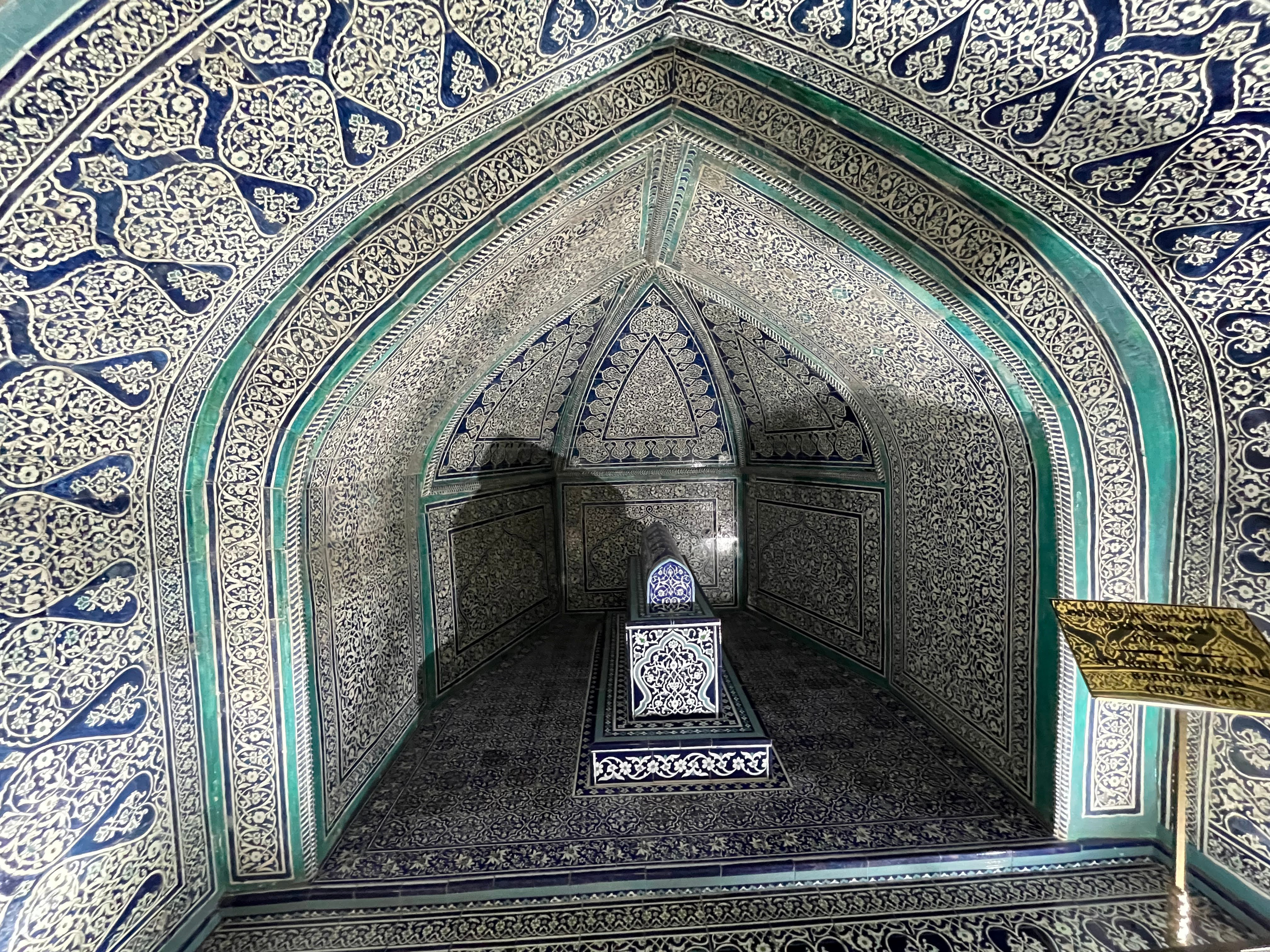
Sarcófago de Muhammad Rahim